# Holland Wikipédia

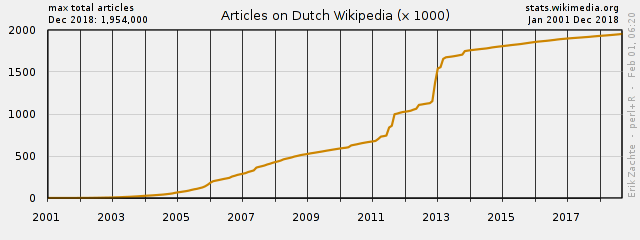
A holland Wikipédia szócikkszámának növekedési grafikonja 2001 júniusától

A holland Wikipédia (hollandul: Nederlandstalige Wikipedia) a Wikipédia projekt holland nyelvű kiadása. 2012 februárjában a holland Wikipédia a negyedik legnagyobb nyelvi változat, több mint 1 025 000 szócikkel. Ez a Wikipédia érte el negyedikként az 1 millió szócikket, az angol, a német és a francia változatot követően.

## Története
A holland Wikipédia 2001. június 19-én indult, és 2005. október 14-én érte el a 100 000 szócikket. Egy rövid időre a hatodik legnagyobb kiadásként megelőzte a lengyel Wikipédiát, ezt követően visszaesett a nyolcadik helyre. 2006. március 1-jén, egyazon napon a svéd és az olasz Wikipédia elé került, ismét a hatodik helyet érve el. 500 000. szócikke 2008. november 30-án jött létre. Egy 2006-os Multiscope kutatás a holland Wikipédiát értékelte a harmadik legjobb holland nyelvű weboldalnak, a Google-t és a Gmailt követően, 8,1-es pontszámmal.
Az első 10 nyelvi változat közül a holland Wikipédián a legnagyobb a Wikipédia-szócikkek aránya az anyanyelvi beszélők számához képest. Az egy nap alatt létrejött szócikkek száma 2006. március elején érte el addigi csúcsát, napi 1000-es átlaggal. Ennek elérése után a növekedés a 2005. decemberi átlaghoz mérhető napi kb. 250-re lassult. Azóta a szócikkek írása több alkalommal fellendült (az egyik legnagyobb érték 2007 szeptemberében napi 2000 új szócikk létrehozása volt), de a növekedés üteme mindig visszatért a 250 körüli átlaghoz. 2011 októberében 80 000 szócikket hozott létre néhány bot (ez az akkori szócikkszám 10%-át jelentette) 11 nap alatt. A holland Wikipédia egymilliomodik szócikke 2011 decemberében született meg, miután a botok intenzív tevékenysége nyomán 10 nap alatt újabb 100 000 szócikk jött létre.

## Mérföldkövek
- 2001. június 19. – indulás
- 2003. augusztus 3. – 10 000 szócikk
- 2005. január 27. – 50 000 szócikk
- 2005. október 14. – 100 000 szócikk
- 2008. november 30. – 500 000 szócikk
- 2011. december 17. – 1 000 000 szócikk
- Jelenlegi szócikkek száma: 2 008 251 (2020. május 1.)